# Національний банк Камбоджі
Національний банк Камбоджі (кхмер. ធនាគារជាតិនៃកម្ពុជា) — центральний банк Камбоджі.

## Історія
Національний банк Камбоджі заснований 23 грудня 1954 року.
При режимі Пол Пота 17 квітня 1975 року грошовий обіг і банківська система були скасовані.
10 жовтня 1979 року прийнято рішення Народно-революційної ради про відновлення банку. 1 квітня 1980 року почав випуск банкнот і монет Національний банк кампучійського народу. 30 січня 1992 року банк перейменований в Національний банк Камбоджі.